# Saíde Pirane

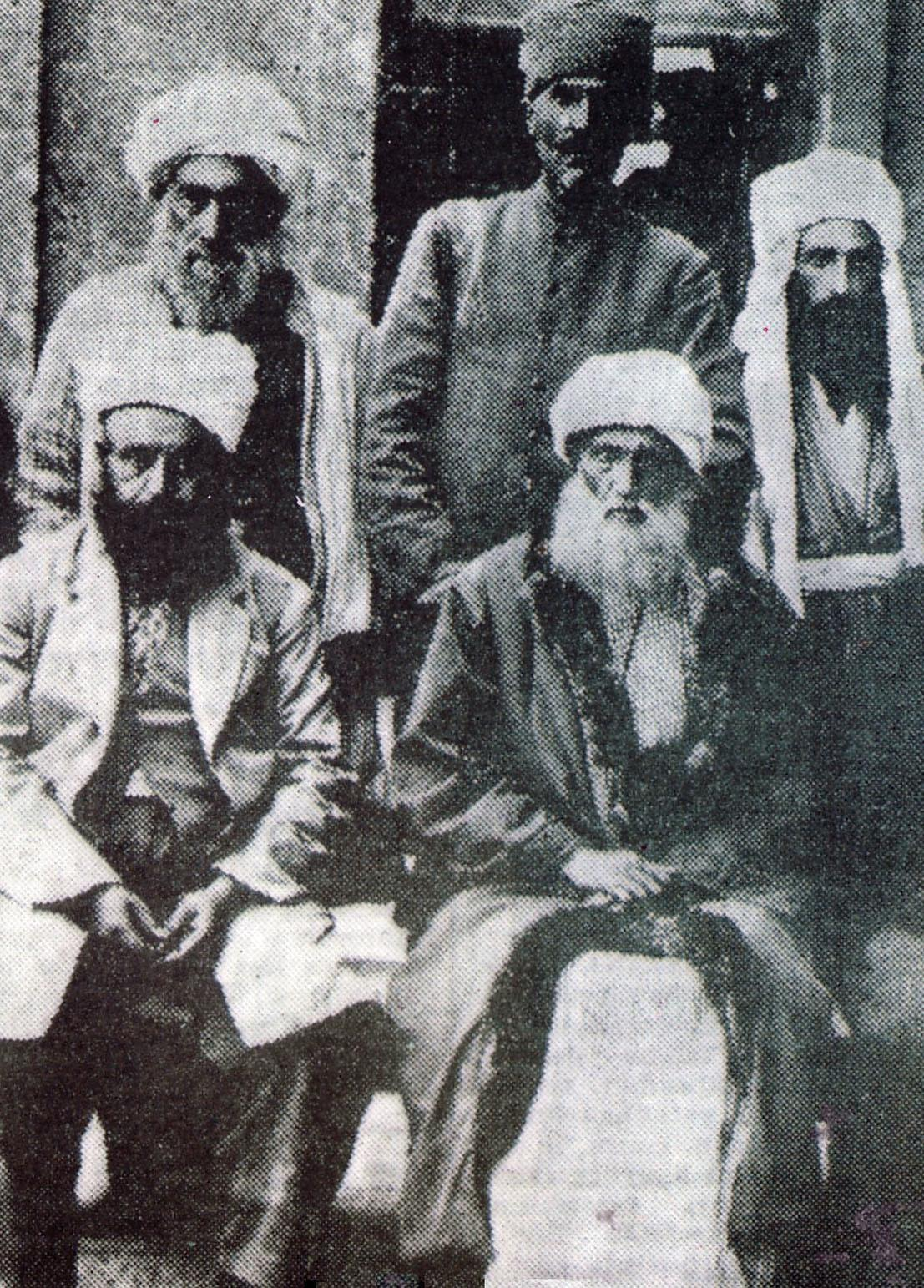
Saíde Pirane

Saíde Pirane (em zazaki: Şêx Saido Piranıj; em curdo: Şêx Seîdê Pîran; Quenes, 1865 - Diarbaquir, 29 de junho de 1925) foi um xeque zaza, nascido na Turquia, conhecido pela rebelião que leva seu nome.
Originalmente de Pirane, no atual distrito de Dicle, na província de Diarbaquir, mais tarde estabeleceu residência em Quenes, Erzurum. Foi um xeque muito reverenciado da escola naqshbandi do sufismo.
Foi capturado em meados de abril de 1925 e enforcado, juntamente com outros líderes rebeldes.